# Cortaderia turbaria
Cortaderia turbaria är en gräsart som beskrevs av Henry Eamonn Connor. Cortaderia turbaria ingår i släktet Cortaderia, och familjen gräs.
Artens utbredningsområde är Chathamöarna. Inga underarter finns listade i Catalogue of Life.